# Lauro Grossi
Lauro Grossi (Vignale, 28 agosto 1932 – Parma, 3 giugno 1989) è stato un politico italiano, già sindaco di Parma ed esponente del Partito Socialista Italiano.

## Biografia
Nato a Vignale di Traversetolo nel 1932, passò l'infanzia e l'adolescenza con la famiglia a Borgotaro. Dopo la laurea in Economia e Commercio conseguita presso l'Università di Parma, cominciò a lavorare come rappresentante di commercio, dapprima per la Pavesi, quindi per la Faema e, infine, per la Salvarani di cui divenne dirigente e direttore commerciale per l'Italia. Appassionato di ciclismo, entrò nel gruppo sportivo aziendale di cui fu dirigente. L'esperienza maturata gli permise in seguito di ricoprire ruoli di responsabilità anche all'interno della Federazione Ciclistica Italiana di cui fu per un periodo commissario straordinario. Colpito da un primo attacco cardiaco nell'agosto 1978, ne subì un secondo nel 1988 e infine un terzo - fatale - il 3 giugno 1989, durante una riunione politica della federazione socialista parmense. Alla sua memoria è stato intitolato il centro atletico federale della città ducale.

## Attività politica
Si iscrisse nel 1964 al PSI e fu dapprima consigliere comunale (1972-1978) e assessore al personale (1973-1975) del comune di Borgo Val di Taro. Trasferitosi a Parma nel 1978, lì continuò la sua attività politica, candidandosi come capolista socialista alle elezioni amministrative del 1980 dove ottenne quasi 1800 voti di preferenza. Il consiglio comunale lo elesse quindi sindaco di Parma, incarico in cui fu riconfermato nel 1985 e che poi mantenne fino alla morte, avvenuta nel 1989 a soli 57 anni. Durante il suo mandato, nel 1986, fu istituito il "Premio Sant'Ilario" che ogni anno celebra coloro che si sono distinti nella vita sociale e culturale cittadina..